# Rāhon
Rāhon är en ort i Indien.   Den ligger i distriktet Shahid Bhagat Singh Nagar och delstaten Punjab, i den norra delen av landet, 290 km norr om huvudstaden New Delhi. Rāhon ligger 263 meter över havet och antalet invånare är 12 485.
Terrängen runt Rāhon är mycket platt. Runt Rāhon är det tätbefolkat, med 530 invånare per kvadratkilometer. Närmaste större samhälle är Nawāshahr, 8,0 km norr om Rāhon. Trakten runt Rāhon består till största delen av jordbruksmark.